# Amitai Etzioni
Amitai Etzioni (* 4. Januar 1929 in Köln als Werner Falk; † 31. Mai 2023 in Washington, D.C.) war ein US-amerikanischer Soziologe deutsch-jüdischer Herkunft und bekannt für seine Arbeiten zum Kommunitarismus und seine vielfältigen politischen Aktivitäten. Etzioni befasste sich mit einem breiten Spektrum von Themen und formulierte u. a. ein Gegenmodell zur neoliberalen Ökonomie. Zeitweilig war er Präsident der American Sociological Association.

## Leben
Etzioni floh 1936 mit seinen Eltern vor den Nationalsozialisten nach Palästina. Auf seiner neuen Schule in Haifa nahm er zunächst seinen neuen, hebräischen Vornamen Amitai an. 1946 brach er die Schule ab und ging als Mitglied des Palmach in den Kampf gegen die britische Mandatsherrschaft und gegen die Arabische Legion an. Als bekannt wurde, dass die britische Polizei eine Liste mit den Namen von Palmach-Kämpfern in die Hände bekommen hatte, wechselte er zum Nachnamen Etzioni, den er fortan dauerhaft beibehielt. Nach Ende des israelischen Unabhängigkeitskriegs traf er 1950 auf Martin Buber, dessen dialogisches Prinzip Etzioni entscheidend prägte. Dieser schrieb sich 1951 an der Hebräischen Universität von Jerusalem ein, wo er 1954 den Bachelor und 1956 den Master im Fach Soziologie absolvierte.  Ein Studienjahr verbrachte er an der University of California, Berkeley; später erhielt er eine Stelle an der Columbia-Universität in New York, wo er als Professor für Soziologie 20 Jahre lehrte. Er war ein vehementer Gegner des Vietnamkriegs. 1978 wurde er Mitglied der liberalen Washingtoner Denkfabrik Brookings Institution. Er war Berater des US-Präsidenten Jimmy Carter und erhielt 1980 einen Lehrstuhl an der George Washington University in Washington, D.C., wurde dort Direktor des Institute for Communitarian Policy Studies.
Etzioni war dreimal verheiratet und hatte fünf Söhne aus den ersten beiden Ehen. Seine zweite Frau starb 1985 bei einem Autounfall, der gemeinsame erste von drei Söhnen starb 2006.
Sein Sohn Oren Etzioni ist ein US-amerikanischer Informatiker; er ist Chief Executive Officer des Allen Institute for Artificial Intelligence. Zusammen mit ihm gab Etzioni das letzte längere Interview vor seinem Tod, in dem es um die Gefahren und Chancen künstlicher Intelligenz ging. Während Oren die Frage nach seinen diesbezüglichen Befürchtungen mit dem Hinweis auf Manipulationen in den kommenden US-Präsidentschaftswahlen beantwortete, äußerte Amitai Etzioni: „KI wird die Wahrheit zerstören. Man kann seinen eigenen Augen und Ohren nicht mehr trauen. Das ist eine Herausforderung für die Demokratie und unsere Gemeinschaft.“

## Werk
Etzioni verfasste etwa 30 Bücher, darunter auch populäre Werke wie The Spirit of Community (1993). Er promovierte Ende der 1950er Jahre über die israelischen Kibbuzim. Danach befasste er sich mit organisationstheoretischen Fragen. In A Comparative Analysis of Complex Organizations (1961) versucht er mit Hilfe einer vergleichenden Analyse zu zeigen, dass Organisationen, die die Werte ihrer Mitglieder teilen, erfolgreicher sind als solche, die nur durch Kontrolle (Extremfall: Gefängnis, Krankenhaus), Manipulation oder mit Hilfe von Anreizsystemen funktionieren (wie eine Fabrik mit Akkordarbeitern). Alle Mitglieder, die sich der Kontrolle durch Zwangsmacht, Belohnungsmacht (remunerative power) oder manipulative Macht unterwerfen, verhalten sich ambivalent und mehr oder weniger entfremdet oder berechnend gegenüber den Zielen der Organisation. Durch eine moralische Beteiligung, d. h. durch Verinnerlichung der Organisationsziele steigt der Leistungsbeitrag der Mitglieder.
Mit diesem Ansatz wurde Etzioni (neben John Argyris) zu einem Begründer der Commitment- oder Involvement-Forschung, die die Faktoren für die Identifikation der Mitarbeiter mit und ihr Engagement für die Arbeit einer Organisation untersucht. Er wurde von anderen Soziologen wie David Knoke (* 1947) weitergeführt und empirisch verfeinert.
Etzionis Werk Active Society (1968) ist eine makrosoziologische Theorie politischer und gesellschaftlicher Prozesse. Es ist inhaltlich geprägt durch ein theoretisches Plädoyer für die gesellschaftliche Selbstregulation von unten (societal guidance) durch die Aktiven und ihr engagiertes selbstbestimmtes Handeln in der Gesellschaft. Er prägte in diesem Zusammenhang den politikwissenschaftlichen Begriff der „Responsivität“: die Möglichkeit einer Organisation oder Gesellschaft, sensibel auf Anliegen ihrer Mitglieder zu reagieren. Durch die Betonung der Rolle kollektiver Akteure schlug er eine Brücke von der Gesellschafts- zur Handlungstheorie.
Ab den 1990er Jahren beschäftigte er sich vor allem mit Theorien des Kommunitarismus, dessen Wurzeln er in verschiedenen Religionen wie Judentum, Christentum oder Konfuzianismus, aber auch in der Kibbuz-Bewegung sah. Im Unterschied zum asiatischen Kommunitarismus sei der liberale Kommunitarismus gekennzeichnet durch Konfliktlösungsmechanismen, die zwischen dem Allgemeinwohl und den Individualrechten vermitteln. Beide Seiten müssten genau ausbalanciert werden: Größere staatliche Eingriffe in die Individualrechte oder auch nur Politikwechsel seien nur durch Krisen gerechtfertigt, die das Gemeinwohl bedrohen. Dabei müssten schädliche Nebeneffekte politischer Eingriffe genau beobachtet werden. Diesen Ansatz entwickelte er in The Limits of Privacy (1999) und The New Normal (2015).

## Kritik
Der kanadische Soziologe Simon Prideaux kritisiert Etzionis Kommunitarismuskonzept als „archaisch“, weil es auf die strukturell-funktionalistische Gesellschaftstheorie der 1950er Jahre zurückgehe und von Etzioni auf die Organisationstheorie aufgepropft worden sei. Etzioni unterstelle homogene Gemeinschaften und eindeutige und einfache Identitäten ihrer Mitglieder.

## Ehrungen
Für seine Arbeiten zum Kommunitarismus – ein alternatives Gesellschaftskonzept auf den Scherben, die die Entgrenzung der Märkte hinterließ – wurde Etzioni 2009, im Jahr der Finanzkrise, mit dem Meister-Eckhart-Preis ausgezeichnet.

## Schriften (Auswahl)
- A Comparative Analysis of Complex Organizations. On Power, Involvement, and Their Correlates. (The Free Press) New York 1961.
- Der harte Weg zum Frieden. Eine neue Strategie. Vandenhoeck & Ruprecht, Göttingen 1965. (Original: The Hard Way to Peace. A New Strategy, 1965)
- Soziologie der Organisation. Juventa, München 1967. (Original: Modern Organizations, 1964)
- Die zweite Erschaffung des Menschen. Manipulationen der Erbtechnologie. Westdeutscher Verlag, Opladen 1977. (Original: Genetic fix. The Next Technological Revolution, 1973)
- Jenseits des Egoismus-Prinzips. Ein neues Bild von Wirtschaft, Politik und Gesellschaft. Schäffer-Poeschel, Stuttgart 1994. Zweite Auflage unter dem Titel: Die faire Gesellschaft. Jenseits von Sozialismus und Kapitalismus. Fischer-Taschenbuch, Frankfurt am Main 1996. (Original: The Moral Dimension. Towards a new economics, 1988)
- Die Entdeckung des Gemeinwesens. Ansprüche, Verantwortlichkeiten und das Programm des Kommunitarismus. Schäffer-Poeschel, Stuttgart 1995, ISBN 3-7910-0923-0. (Original: The Spirit of Community. Rights, Responsibilities, and the Communitarian Agenda, 1993.)
- Die Verantwortungsgesellschaft. Individualismus und Moral in der heutigen Demokratie. Campus, Frankfurt am Main 1997, ISBN 3-593-35820-4. (Original: The New Golden Rule. Community and Morality in a Democratic Society, 1996)
- Martin Buber und die kommunitarische Idee. Vortrag vom 13. Juli 1998. Picus, Wien 1999.
- The Limits of Privacy. Basic Books, New York 1999.
- Essays in Socio-Economics. Springer-Verlag, Heidelberg 1999.
- The Monochrome Society. Princeton University Press, Princeton 2001.
- Jeder nur sich selbst der Nächste? In der Erziehung Werte vermitteln. Hrsg., eingeleitet und mit Kommentaren versehen von Hans Nübel. Herder, Freiburg, Basel, Wien 2001.
- Hans U. Nübel und Jürgen Hunke (Hrsg.): Der dritte Weg zu einer guten Gesellschaft. Auf der Suche nach der neuen Mitte. Miko-Edition, Hamburg 2001, ISBN 3-935436-06-8.
- Die aktive Gesellschaft. Eine Theorie gesellschaftlicher und politischer Prozesse. Verlag für Sozialwissenschaft, Wiesbaden 2009, ISBN 978-3-531-16583-7 (Originaltitel: The active Society. Übersetzt von Sylvia und Wolfgang Streeck).
- Vom Empire zur Gemeinschaft. Ein neuer Entwurf der internationalen Beziehungen. Fischer, Frankfurt am Main 2011, ISBN 978-3-10-017024-8 (Originaltitel: From Empire to Community. Übersetzt von Karin Wördemann).
- Law and Society in a Populist Age: Balancing Individual Rights and the Common Good. Bristol University Press, Bristol 2018, ISBN 978-1-5292-0025-6.
- Reclaiming Patriotism. University of Virginia Press, Charlottesville 2019.